# جان باتيست ري
جان باتيست ري (بالفرنسية: Jean-Baptiste Rey)‏ هو معلم موسيقى وملحن فرنسي، ولد في 18 ديسمبر 1734 في Lauzerte ‏ في فرنسا، وتوفي في 15 يوليو 1810 في باريس في فرنسا.

## وصلات خارجية
- جان باتيست ري على موقع ميوزك برينز (الإنجليزية)